# Måbødalen
Måbødalen is een smalle vallei in de gemeente Eidfjord in de Noorse provincie Vestland.
Het dal begint bij Boven-Eidfjord en eindigt in Sysendalen, de westelijke Hardangervidda. Het dal bevat een van de meest opvallende watervallen in het land, Vøringsfossen, te bereiken via Riksvei 7. De weg bestaat uit drie tunnels en drie bruggen, het wordt gekenmerkt door haarspeldbochten en wordt tegenwoordig veel gebruikt door voetgangers en fietsers. De weg door Måbødalen wordt beschouwd als een goed voorbeeld van wegenbouw uit het begin van de 20e eeuw. De weg werd gebouwd in de periode tussen 1900-1916. Er vond in 1988 een busongeluk plaats, waarbij 16 mensen om het leven kwamen. 